# Коженице
Коженѝце (на полски: Kozienice) е град в Източна Полша, Мазовско войводство. Административен център е на Коженишки окръг, както и на градско-селската Коженишка община. Заема площ от 10,45 км2. Към 2011 година населението му възлиза на 17 886 души.